# Білл Демонг
Білл Демонг — американський лижний двоборець, олімпійський чемпіон.
Демонг виступає на міжнародних змаганнях з лижного двоборства з 1997 і брав участь у чотирьох Олімпіадах. Найбільший успіх прийшов до нього у Ванкувері, де він зумів здобути золоту медаль і звання олімпійського чемпіона в комбінації стрибок із великого трампліна + 10 км гонка та срібну медаль у складі збірної США в естафеті.
На чемпіонатах світу з лижних видів спорту Демонг виборов одну золоту, одну срібну і одну бронзову медаль. Серед здобутків спортсмена також численні перемоги на етапах Кубка світу. Він був першим серед американців, що здобували міжнародні перемоги у дисциплінах, які включають лижні перегони.
|  | Це незавершена стаття про лижника чи лижницю. Ви можете допомогти проєкту, виправивши або дописавши її. |